# Cornelis Musch
Cornelis Musch (Brielle of Rotterdam 1592 of 1593, Den Haag 15 december 1650) was griffier van de Staten-Generaal. Hij is bekend gebleven vanwege zijn corruptie. In Rotterdam is de Cornelis Muschstraat naar hem genoemd.

## Jeugd en opleiding
Cornelis Musch was een zoon van Maritgen Matelieff Cornelisdr. en Jan Jacobsz. Musch, een rijke haringreder die betrokken was bij de oprichting van de VOC. Cornelis bezocht de Latijnse school en schreef zich in 1613 in aan de universiteit van Leiden, waar hij rechten studeerde. In het voorjaar en de zomer van 1617 maakte hij een 'groote tour' door Frankrijk. Tijdens deze reis promoveerde hij in Orléans in de rechten.

## Loopbaan
Na zijn reis naar Frankrijk deed hij juridische ervaring op als advocaat voor het Hof van Holland. Vervolgens werd hij secretaris van Rotterdam. Deze benoeming had hij te danken aan stadhouder Maurits. Dit zorgde ervoor dat Musch zich zijn hele leven identificeerde met de belangen van de stadhouder. Hij stelde diens belangen gelijk met de belangen van de generaliteit.
In 1628 werd Musch benoemd tot griffier van de Staten-Generaal. De taak van de griffier was het voorbereiden van en notuleren bij vergaderingen van de Staten-Generaal. In 1643 volgde nog een benoeming tot hoogheemraad van Delfland en in 1645 een benoeming tot groot-baljuw van de Landen van de Vrije in Vlaanderen. Verder was hij in 1636 door de Franse koning in de ridderstand verheven.

## Huwelijk
Cornelis Musch trouwde in juni 1636 met Elisabeth Cats, enkele dagen nadat haar vader, de dichter Jacob Cats, raadpensionaris van Holland was geworden. Dit huwelijk was opmerkelijk, omdat Jacob Cats’ gedichten vol wijze levenslessen zaten. In zijn gedichten waarschuwde Cats voor al te grote leeftijdsverschillen tussen huwelijkspartners. Elisabeth Cats was echter 17 jaar oud toen zij met de 44-jarige Musch trouwde. Zij woonden in Den Haag op de hoek van de Kneuterdijk en de Hartogstraat. Samen kregen zij drie dochters: Maria Elisabeth (1637-1698), Elisabeth Maria (1639-1699) en Anna Catharina (1641-1667).

## Corruptie
Al tijdens zijn leven was Musch’ geldzucht legendarisch. Dit, terwijl het hem nooit aan financiële middelen had ontbroken. Hij werd zelfs vergeleken met Catilina, een corrupte Romeinse patriciër.
Als hoogste ambtenaar van de Staten-Generaal was Musch in staat raadsstukken te kopiëren, resoluties eigenhandig aan te passen en raadslieden te bespelen. Daarnaast regelde hij belastingvrijstellingen en schreef hij aanbevelingsbrieven. Ook leverde hij geheime documenten aan Franse, Spaanse, Duitse, Engelse en Scandinavische gezanten en agenten. Verder bemiddelde hij bij het vergeven van belangrijke ambtelijke posten. Bekend is daarbij het verhaal van Maria Donder. Zij bracht een bezoek aan Musch’ huis in een poging een ambt voor haar man te verkrijgen. Musch vroeg haar goed in zijn kamer rond te kijken en na te denken over wat er in de kamer ontbrak. Enkele dagen later kwam Maria terug en bracht zij de ontbrekende spullen mee, waaronder zijden tafelkleden en kussens. Haar man kreeg het ambt echter niet.

## Overlijden
Cornelis Musch had jarenlang ongestoord zijn corrupte praktijken kunnen voortzetten. Toch waren er tijdens zijn leven al verdenkingen jegens hem. Na het overlijden van stadhouder Willem II kwam er een onderzoek naar de praktijken van Musch en andere ambtenaren. Musch overleed echter kort na het begin van het onderzoek onder mysterieuze omstandigheden. Volgens sommigen had hij uit angst voor het onderzoek zelfmoord gepleegd. De waarde van zijn bezit werd na zijn dood geschat op twee miljoen gulden. Als griffier van de Staten-Generaal werd hij opgevolgd door Nicolaas Coenraadsz Ruijsch, een man uit het Staatsgezinde kamp.
Na zijn dood schreef Vondel het volgende hekeldicht over hem:
GRAFSCHRIFT, OP EEN MUSCH
Hier leit de Hofmusch nu en rot,
Zij broeide slangen in haar pot;
Lijcesters en Duc d'Albs gebroed:
Zij scheet de vrijheid op de hoed,
De schoonste Steden op het hoofd,
Zij schon en at al 't lekker ooft;
Zij pikten, zonder schrik of schroom,
De schoonste kerssen op den boom;
Zij vroeg na kluit-boog, klap, noch knip;
Zij kon den Moolek op een stip;
Zij vloog de Meester van de hand,
En speelde met de macht van 't Land;
Zij bersten aan een Spinnekop,
Dewijl zij dronk, en sprak; Dit sop
Bekomt mij zeker niet te wel;
De rest geeft Aarssen en Kapel.

## Portret
Musch had een afkeer van portretten en heeft zich waarschijnlijk nooit laten portretteren.